# Сивеж (приток Саланги)

Сивеж — река в России, протекает в Вологодской области, в Тарногском районе. Устье реки находится в 23 км по правому берегу реки Саланга. Длина реки составляет 11 км.
Исток Сивежа находится в лесах, в 21 км к юго-востоку от Тарногского Городка. Течёт по лесистой местности. Первоначально течёт на юг и юго-восток, в районе села Раменье (500 м от реки) поворачивает на северо-восток. За 500 метров до впадения в Салангу принимает слева свой крупнейший приток - Саковеж.

## Данные водного реестра
По данным государственного водного реестра России относится к Двинско-Печорскому бассейновому округу, водохозяйственный участок реки — Северная Двина от начала реки до впадения реки Вычегда, без рек Юг и Сухона (от истока до Кубенского гидроузла), речной подбассейн реки — Сухона. Речной бассейн реки — Северная Двина.
По данным геоинформационной системы водохозяйственного районирования территории РФ, подготовленной Федеральным агентством водных ресурсов: 
- Код водного объекта в государственном водном реестре — 03020100312103000008961
- Код по гидрологической изученности (ГИ) — 103000896
- Код бассейна — 03.02.01.003
- Номер тома по ГИ — 03
- Выпуск по ГИ — 0